# Presidenti del Portogallo
Elenco dei presidenti del Portogallo dall'inizio della Repubblica, proclamata il 5 ottobre 1910, ad oggi.

## Prima repubblica (1910-1926)
Teófilo Braga durante il suo primo mandato non fu presidente della Repubblica, bensì presidente del Governo provvisorio. Il suo successore Manuel de Arriaga fu invece il primo presidente della Repubblica.
| Nome | Nome                                                                    | Ritratto                                                                | Mandato          | Mandato                        | Elezione | Partito                       | Note            |
| Nome | Nome                                                                    | Ritratto                                                                | Inizio           | Fine                           | Elezione | Partito                       | Note            |
| ---- | ----------------------------------------------------------------------- | ----------------------------------------------------------------------- | ---------------- | ------------------------------ | -------- | ----------------------------- | --------------- |
| –    | Teófilo Braga Presidente del governo provvisorio della Repubblica       |                                                                         | 6 ottobre 1910   | 24 agosto 1911                 | –        | Repubblicano                  | Primo mandato   |
| 1    | Manuel de Arriaga                                                       |                                                                         | 24 agosto 1911   | 29 maggio 1915                 |          | Repubblicano, poi Democratico |                 |
| 2    | Teófilo Braga                                                           |                                                                         | 29 maggio 1915   | 5 ottobre 1915                 |          | Democratico                   | Secondo mandato |
| 3    | Bernardino Machado                                                      |                                                                         | 5 ottobre 1915   | 5 dicembre 1917 (dimissioni)   |          | Democratico                   | Primo mandato   |
| –    | Ministero (Capo di Stato ex officio) Presidente: Sidónio Pais           | Ministero (Capo di Stato ex officio) Presidente: Sidónio Pais           | 12 dicembre 1917 | 28 aprile 1918                 | –        | –                             |                 |
| 4    | Sidónio Pais                                                            |                                                                         | 28 aprile 1918   | 14 dicembre 1918 (assassinato) |          | Nazional Repubblicano         | Militare        |
| –    | Ministero (Capo di Stato ex officio) Presidente: João do Canto e Castro | Ministero (Capo di Stato ex officio) Presidente: João do Canto e Castro | 14 dicembre 1918 | 16 dicembre 1918               |          |                               |                 |
| 5    | João do Canto e Castro                                                  |                                                                         | 16 dicembre 1918 | 5 ottobre 1919                 |          | Nazional Repubblicano         | Militare        |
| 6    | António José de Almeida                                                 |                                                                         | 5 ottobre 1919   | 5 ottobre 1923                 |          | Repubblicano Nazionalista     |                 |
| 7    | Manuel Teixeira Gomes                                                   |                                                                         | 5 ottobre 1923   | 11 dicembre 1925               |          | Democratico                   |                 |
| 8    | Bernardino Machado                                                      |                                                                         | 11 dicembre 1925 | 31 maggio 1926                 |          | Democratico                   | Secondo mandato |

## Seconda repubblica (1926-1974)
| Nome | Nome                                   | Ritratto | Mandato          | Mandato        | Partito                                                              | Note       |
| Nome | Nome                                   | Ritratto | Inizio           | Fine           | Partito                                                              | Note       |
| ---- | -------------------------------------- | -------- | ---------------- | -------------- | -------------------------------------------------------------------- | ---------- |
| 9    | José Mendes Cabeçadas                  |          | 31 maggio 1926   | 19 giugno 1926 | Nessuno                                                              | Militare   |
| 10   | Manuel Gomes da Costa                  |          | 19 giugno 1926   | 9 luglio 1926  | Nessuno                                                              | Militare   |
| 11   | António Óscar Carmona                  |          | 16 novembre 1926 | 18 aprile 1951 | Unione Nazionale                                                     | Militare   |
| –    | António de Oliveira Salazar ad interim |          | 18 aprile 1951   | 9 agosto 1951  | Unione Nazionale                                                     | ad interim |
| 12   | Francisco Craveiro Lopes               |          | 9 agosto 1951    | 9 agosto 1958  | Unione Nazionale                                                     | Militare   |
| 13   | Américo Tomás                          |          | 9 agosto 1958    | 25 aprile 1974 | Unione Nazionale (fino al 1970) Azione Nazionale Popolare (dal 1970) | Militare   |

## Terza repubblica (1974-oggi)

### Transizione democratica (1974-1976)
| Nome | Nome                                                        | Ritratto                                                    | Mandato           | Mandato           | Partito | Note     |
| Nome | Nome                                                        | Ritratto                                                    | Inizio            | Fine              | Partito | Note     |
| ---- | ----------------------------------------------------------- | ----------------------------------------------------------- | ----------------- | ----------------- | ------- | -------- |
| –    | Giunta di Salvezza Nazionale Presidente: António de Spínola | Giunta di Salvezza Nazionale Presidente: António de Spínola | 25 aprile 1974    | 15 maggio 1974    | Nessuno |          |
| 14   | António de Spínola                                          |                                                             | 15 maggio 1974    | 30 settembre 1974 | Nessuno | Militare |
| 15   | Francisco Costa Gomes                                       |                                                             | 30 settembre 1974 | 13 luglio 1976    | Nessuno | Militare |

### Presidenti eletti secondo la Costituzione (1976-oggi)
| Nome | Nome                    | Ritratto | Mandato        | Mandato      | Elezione   | Partito                            | Note                  |
| Nome | Nome                    | Ritratto | Inizio         | Fine         | Elezione   | Partito                            | Note                  |
| ---- | ----------------------- | -------- | -------------- | ------------ | ---------- | ---------------------------------- | --------------------- |
| 16   | António Ramalho Eanes   |          | 14 luglio 1976 | 9 marzo 1986 | 1976, 1980 | Rinnovatore Democratico (dal 1985) | Militare; due mandati |
| 17   | Mário Soares            |          | 9 marzo 1986   | 9 marzo 1996 | 1986, 1991 | Socialista                         | Due mandati           |
| 18   | Jorge Sampaio           |          | 9 marzo 1996   | 9 marzo 2006 | 1996, 2001 | Socialista                         | Due mandati           |
| 19   | Aníbal Cavaco Silva     |          | 9 marzo 2006   | 9 marzo 2016 | 2006, 2011 | Social Democratico                 | Due mandati           |
| 20   | Marcelo Rebelo de Sousa |          | 9 marzo 2016   | in carica    | 2016, 2021 | Social Democratico                 | Due mandati           |